# Golfe de Stora
Golfe de Stora är en bukt i Algeriet.   Den ligger i provinsen Skikda, i den norra delen av landet, 400 km öster om huvudstaden Alger.